# Hau! hau!
Hau! hau! – trzynasty album studyjny polskiego zespołu muzycznego T.Love. Wydawnictwo ukazało się 22 kwietnia 2022 nakładem wytwórni muzycznej Polydor Records w dystrybucji Universal Music Polska.
Album jest utrzymany w stylu muzyki rock. Składa się z wersji standardowej (1 CD) i płyty analogowej (1 LP).
Płyta zadebiutowała na 2. miejscu polskiej listy sprzedaży – OLiS. Wydawnictwo uzyskało certyfikat złotej płyty, przekraczając liczbę 15 tysięcy sprzedanych kopii.
Promocję Hau! hau! rozpoczęto w styczniu 2022, wraz z premierą pierwszego promującego singla – „Pochodnia”. 27 stycznia wydany został drugi utwór, „Ponura żniwiarka”. Następnym singlem została piosenka „Ja ciebie kocham”.

## Lista utworów
Opracowano na podstawie materiału źródłowego.
| Hau! hau! – Wersja standardowa | Hau! hau! – Wersja standardowa           | Hau! hau! – Wersja standardowa        | Hau! hau! – Wersja standardowa | Hau! hau! – Wersja standardowa |
| Nr                             | Tytuł utworu                             | Słowa                                 | Muzyka                         | Długość                        |
| ------------------------------ | ---------------------------------------- | ------------------------------------- | ------------------------------ | ------------------------------ |
| 1.                             | „Ja ciebie kocham”                       | Zygmunt Staszczyk                     | Jan Benedek                    | 3:59                           |
| 2.                             | „XYZ”                                    | Zygmunt Staszczyk                     | Jan Benedek                    | 3:34                           |
| 3.                             | „Tomek”                                  | Zygmunt Staszczyk                     | Jan Benedek                    | 3:32                           |
| 4.                             | „Pochodnia” (oraz Katarzyna Sienkiewicz) | Zygmunt Staszczyk                     | Jan Benedek                    | 3:02                           |
| 5.                             | „Tutto bene” (oraz Sokół)                | Zygmunt Staszczyk, Wojciech Sosnowski | Jan Benedek, Michał Olszański  | 3:45                           |
| 6.                             | „Deszcz”                                 | Zygmunt Staszczyk                     | Jan Benedek                    | 3:32                           |
| 7.                             | „Hau! hau!”                              | Zygmunt Staszczyk                     | Jan Benedek                    | 2:48                           |
| 8.                             | „Trzy czwarte”                           | Zygmunt Staszczyk                     | Jan Benedek                    | 3:19                           |
| 9.                             | „Ponura żniwiarka”                       | Zygmunt Staszczyk                     | Jan Benedek                    | 3:34                           |
| 10.                            | „Ziemia obiecana”                        | Zygmunt Staszczyk                     | Jan Benedek                    | 3:33                           |
|                                |                                          |                                       |                                | 34:38                          |

## Pozycje na listach sprzedaży

### Pozycje na listach tygodniowych
| Kraj   | Lista (2022)  | Najwyższa pozycja |
| ------ | ------------- | ----------------- |
| Polska | OLiS – albumy | 2                 |

## Certyfikat
| Kraj          | Certyfikat  | Sprzedaż |
| ------------- | ----------- | -------- |
| Polska (ZPAV) | złota płyta | 15 000+  |

## Wyróżnienia
| Rok  | Konkurs        | Kategoria       | Rezultat  | Źr.    |
| ---- | -------------- | --------------- | --------- | ------ |
| 2023 | Fryderyki 2023 | Album roku rock | Nominacja | [ 10 ] |